# Carl Christian Erhard Schmid

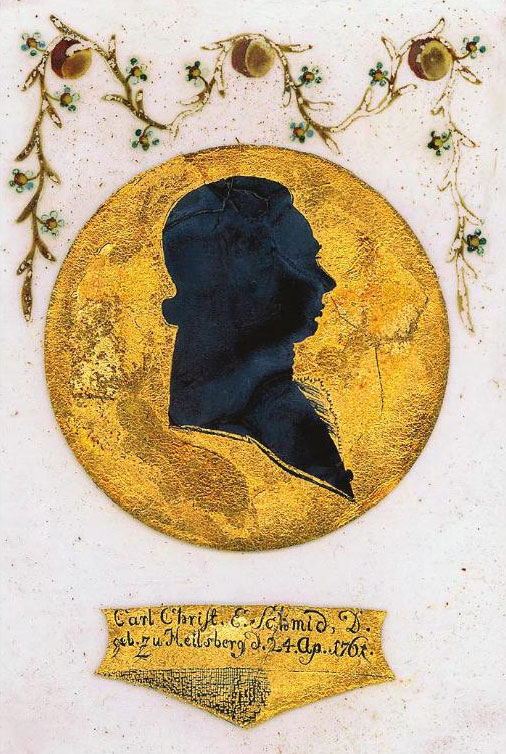
Schattenriss von Carl Christian Erhard Schmid

Carl Christian Erhard Schmid (* 24. April 1761 in Heilsberg; † 10. April 1812 in Jena) war ein deutscher Theologe und Philosoph und kam als prominentester Vertreter der Lehren Immanuel Kants in Jena in den 1790er Jahren mit allen wichtigen Vertretern der Frühromantik und des Idealismus in Kontakt.

## Leben
Carl Christian Erhard wurde als Sohn des Pfarrers Gottlieb Ludwig Schmid (1721–1796) und Beate Weissenborns († 1761), der Tochter des Professors der Theologie in Jena Jesaias Friedrich Weissenborn, geboren. 1778 besuchte er die Universität Jena und reiste 1781 als Hauslehrer von Novalis durch die Braunschweigischen Lande. 1782 wurde er Hauslehrer in Schauberg bei Coburg, erwarb sich 1784 in Jena den akademischen Grad eines Magisters der Philosophie, stieg danach zum Adjunkt der philosophischen Fakultät auf und wurde 1787 Pfarrsubstitut seines Vaters in Wenigenjena. 1791 folgte er einem Ruf als Professor der Logik und Metaphysik an der Universität Gießen, wechselte 1793 als Professor der Philosophie an die Universität Jena, wo er zudem Diakon und Garnisonspfarrer war. 1798 wurde er dritter Professor der Theologie, 1800 erhielt er das Doktorat der Theologie, wurde 1804 Kirchenrat von Sachsen-Weimar und 1809 Doktor der Medizin. Zudem beteiligte sich Schmid an den organisatorischen Aufgaben der Jenaer Salana und war in den Wintersemestern 1800, 1801, 1808 sowie im Sommersemester 1801 Rektor der Alma Mater.
Bald darauf gab Schmid eine schriftliche Fassung seiner Vorlesungen heraus (Kritik der Reinen Vernunft im Grundrisse nebst einem Wörterbuch zum leichteren Gebrauch der Kantischen Schriften). Diese Veröffentlichung begründete seinen Ruf als konservativer Exeget der Kantischen Philosophie. Als Kollege und Freund Friedrich Schillers traute er diesen in seiner Dorfkirche im Februar 1790 mit Charlotte von Lengefeld.
Philosophisch kam Schmid bald in Konflikt mit Karl Leonhard Reinhold und Johann Gottlieb Fichte. Entgegen deren Ansichten lehnte Schmid die Möglichkeit einer Philosophie aus oberstem Grundsatz ab. Außerdem vertrat Schmid einen intelligiblen Fatalismus, der insbesondere vom freiheitsliebenden Fichte scharf bekämpft wurde.
Schmids Bedeutung liegt weniger in seiner eigenen Philosophie, als vielmehr in seiner Vermittlerrolle in Jena. Dort war er väterlicher Freund von Novalis, häufiger Gast und Freund von Schiller. Er wurde von Johann Wolfgang von Goethe geschätzt. Fast alle Frühromantiker, die in den 90er Jahren des 18. Jahrhunderts in Jena versammelt waren, haben ihre Kant-Kenntnisse weniger aus den schwer lesbaren Originalschriften, als vielmehr aus den lebhaften Vorlesungen Schmids. Die ganze geniale Generation, die sich hier zusammenfand, arbeitete sich an dem konservativen Schmid nicht nur ab, sie lernten auch fast alles über Kant.
Schmid hatte sich am 20. März 1796 mit Bernhardine Sophie Schmid (* 25. September 1778 in Jena; † 5. Mai 1822 in Plauen), Tochter des Jenaer Theologen Johann Wilhelm Schmid, verheiratet. Aus der Ehe stammen sieben Kinder, wovon fünf jung starben. Man kennt die Söhne Johann Heinrich Theodor Schmid (* 24. Juni 1799 in Jena; † 29. Januar 1836 in Heidelberg) ein Professor der Philosophie und Leonhard Reinhold Schmid (* 29. April 1800 in Jena; † 21. April 1873 ebd.), ein Professor der Rechte.

## Werke (Auswahl)
- Critik der reinen Vernunft im Grundrisse zu Vorlesungen, nebst einem Wörterbuche zum leichtern Gebrauch der kantischen Schriften. Jena 1786
- Versuch einer Moralphilosophie. Jena 1790
- Grundriß der Moralphilosophie. Jena 1793
- Grundriß des Naturrechts. Jena 1795
- Empirische Psychologie. Jena 1791
- Physiologie, philosophisch betrachtet. Jena, 1798, 1799, 1801 (3 Bde.)